# Służba Ochrony Państwa

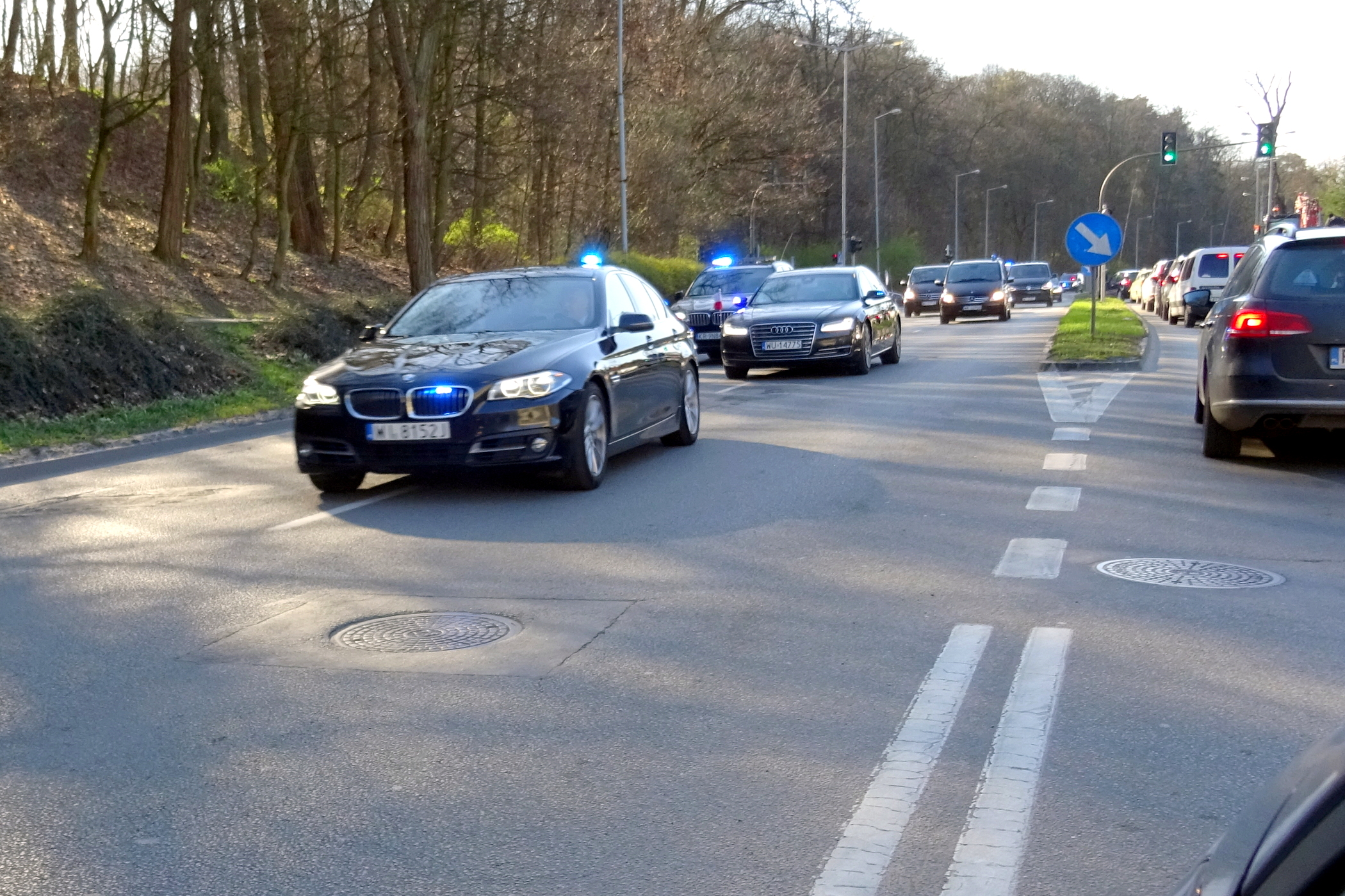
Przejazd Prezydenta Rzeczypospolitej Polskiej w kolumnie samochodów SOP

Służba Ochrony Państwa (SOP) – umundurowana formacja, podległa Ministrowi Spraw Wewnętrznych i Administracji, przeznaczona do ochrony obiektów i osób rządzących w Polsce. Zgodnie z art. 392 ustawy z dnia 8 grudnia 2017 o Służbie Ochrony Państwa, z dniem 1 lutego 2018 zastąpiła Biuro Ochrony Rządu.

## Historia
8 grudnia 2017 Sejm przyjął ustawę o Służbie Ochrony Państwa, Senat 21 grudnia zatwierdził ją bez poprawek, a 11 stycznia 2018 podpisał ją Prezydent.

Insygnia
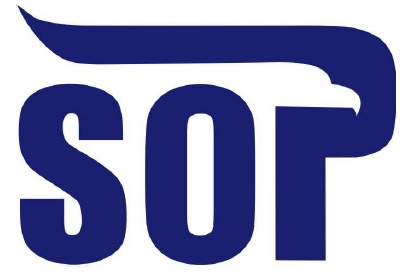
Znak graficzny SOP
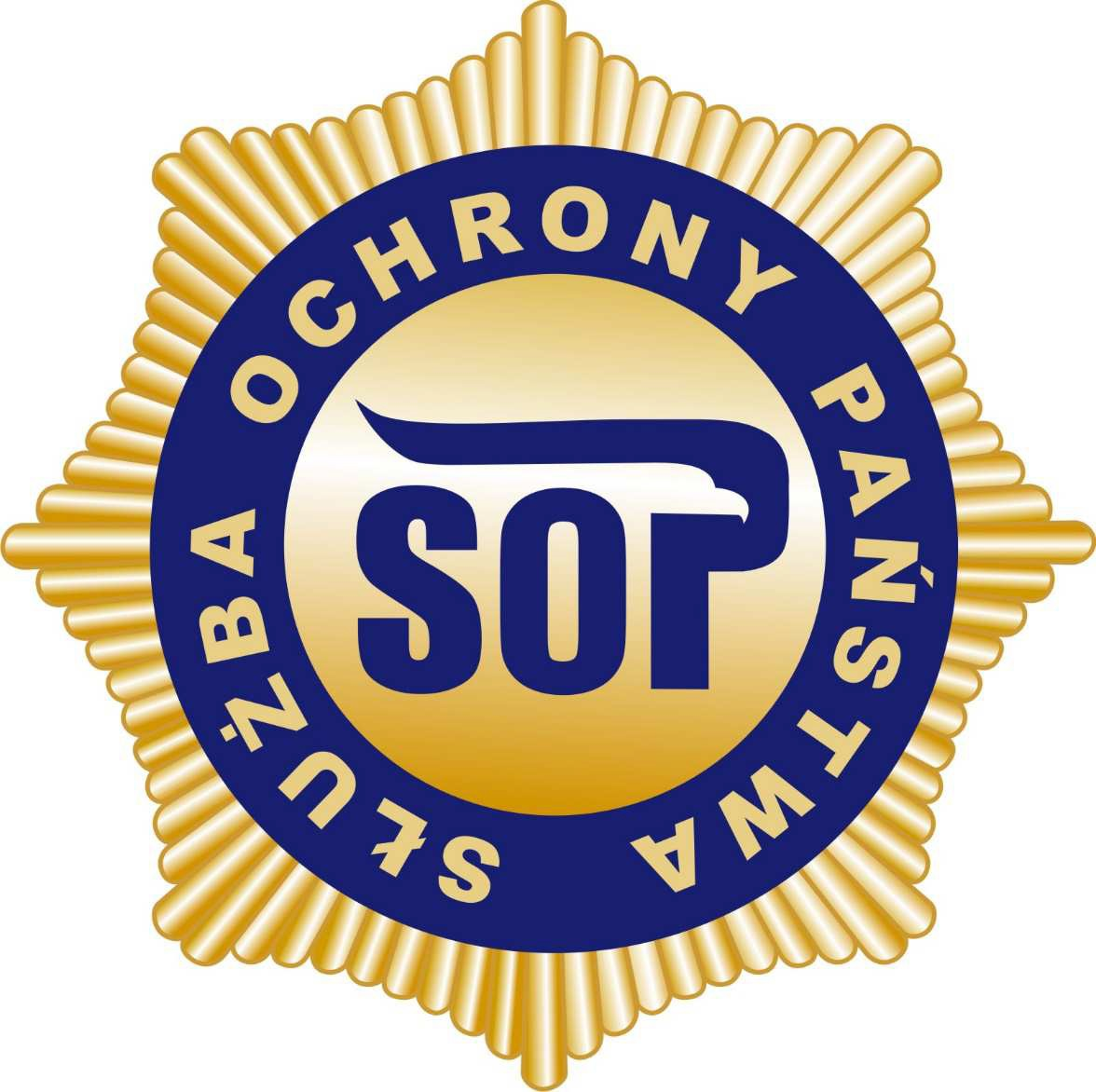
Identyfikator służbowy funkcjonariusza SOP
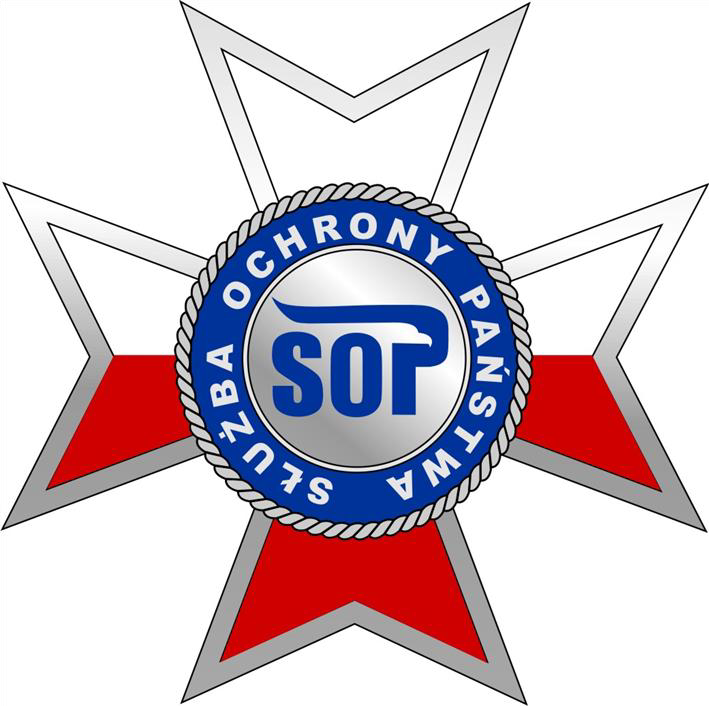
Odznaka pamiątkowa SOP
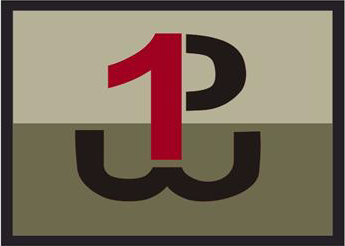
Oznaka pamiątkowa SOP (na mundur polowy)
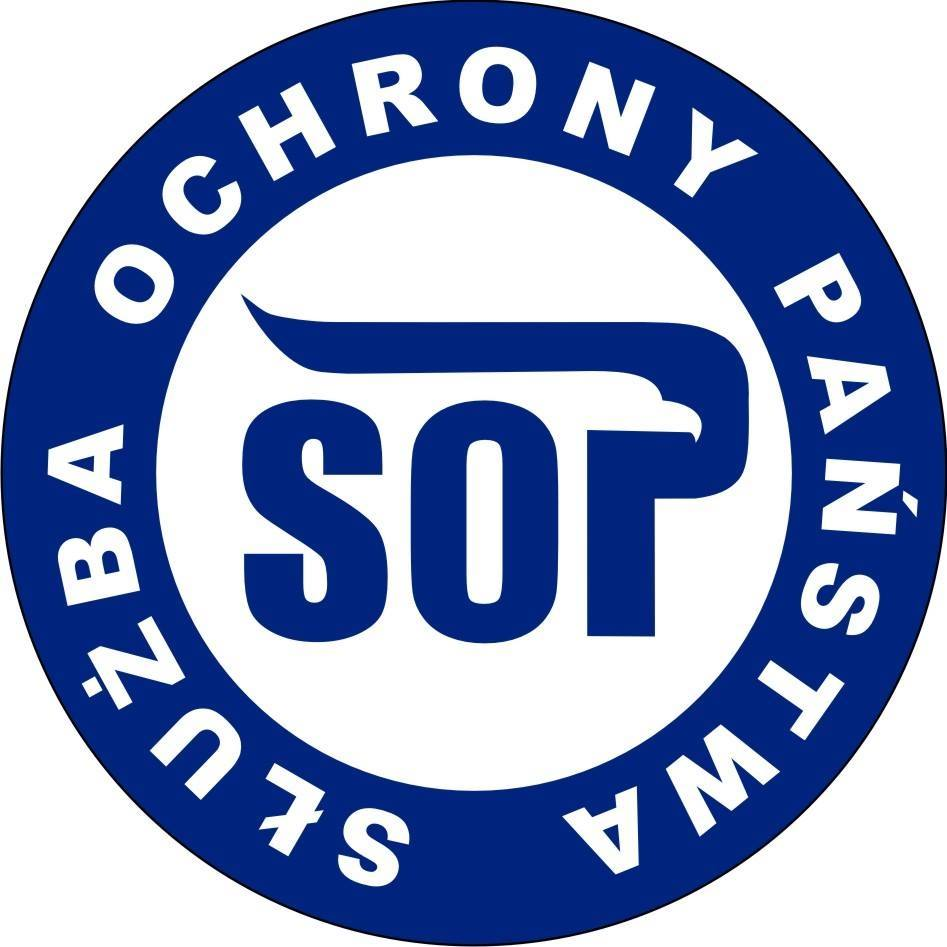
Oznaka rozpoznawcza SOP
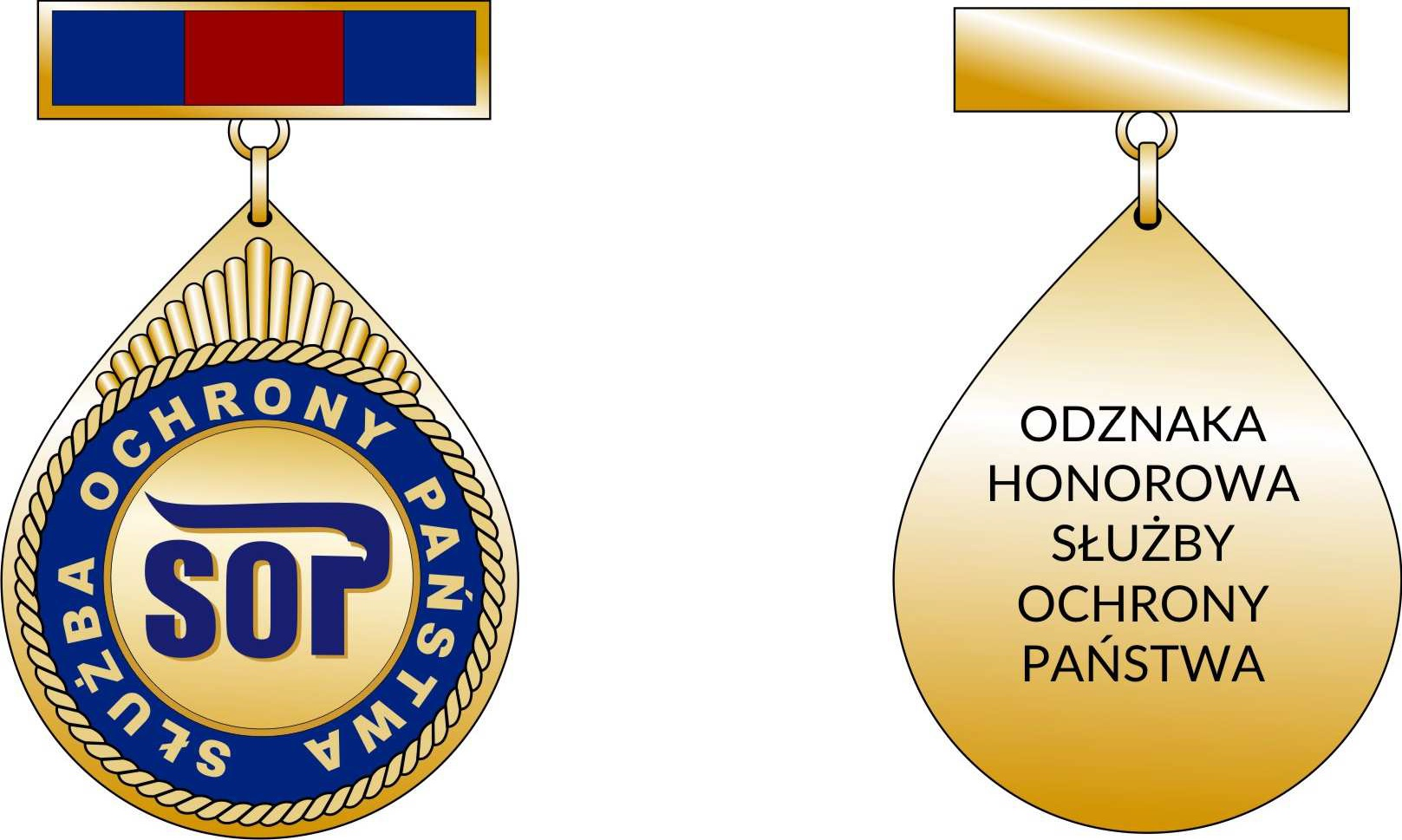
Odznaka honorowa SOP (awers i rewers)
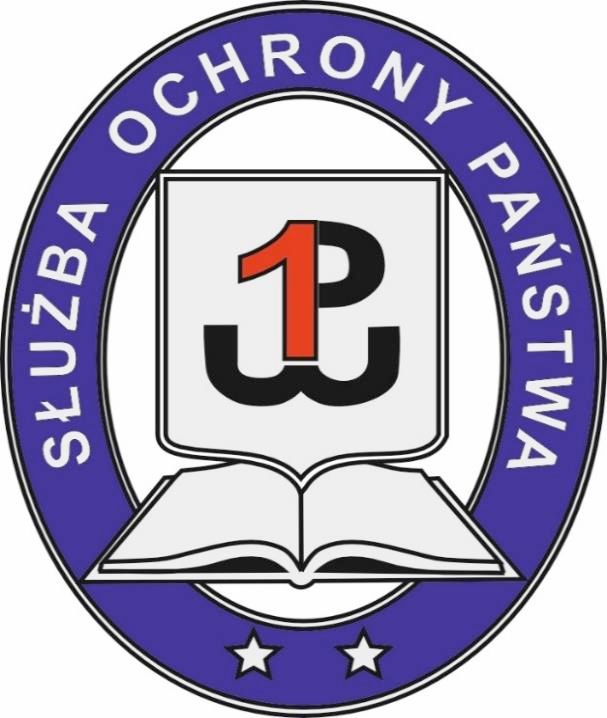
Odznaka Absolwenta Szkolenia Zawodowego Oficerskiego SOP

## Definicja ustawowa
Art. 2 ust. 1 ustawy z dnia 8 grudnia 2017 o Służbie Ochrony Państwa

SOP jest jednolitą, umundurowaną, uzbrojoną formacją wykonującą zadania z zakresu ochrony osób
i obiektów oraz rozpoznawania i zapobiegania skierowanym przeciw nim przestępstwom.

## Ustawowe zadania SOP
Zapewnienie ochrony:
- osoby:
  - Prezydent Rzeczypospolitej Polskiej,
  - Marszałek Sejmu,
  - Marszałek Senatu,
  - Prezes Rady Ministrów,
  - wiceprezesi Rady Ministrów,
  - Minister Spraw Wewnętrznych i Administracji,
  - Minister Spraw Zagranicznych,
  - byli prezydenci Rzeczypospolitej Polskiej (tylko na terytorium Rzeczypospolitej Polskiej),
  - głowy państw, szefowie rządów oraz ich zastępcy, przewodniczący parlamentu i izby parlamentu, ministrowie spraw zagranicznych innych państw przebywających z wizytą w Polsce,
  - delegacje państw obcych przebywających na terytorium Polski,
  - inne osoby chronione ze względu na dobro państwa;
- obiekty:
  - służące Prezydentowi Rzeczypospolitej Polskiej, Prezesowi Rady Ministrów, Ministrowi Spraw Wewnętrznych, Ministrowi Spraw Zagranicznych, siedziby członków Rady Ministrów, z wyłączeniem obiektów służących Ministrowi Obrony Narodowej i Ministrowi Sprawiedliwości,
  - placówki zagraniczne Rzeczypospolitej Polskiej (m.in. ambasady i konsulaty).
- rozpoznawanie i zapobieganie przestępstwom przeciwko Rzeczypospolitej Polskiej, przestępstwom przeciwko życiu lub zdrowiu, przestępstwom przeciwko bezpieczeństwu powszechnemu, przestępstwom przeciwko bezpieczeństwu w komunikacji, przestępstwom przeciwko wolności, przestępstwom przeciwko czci i nietykalności cielesnej, przestępstwom przeciwko porządkowi publicznemu, zamachom i czynnej napaści skierowanym przeciwko ochranianym osobom oraz przestępstwom przeciwko bezpieczeństwu ochranianych obiektów,
- rozpoznawanie, zapobieganie i wykrywanie przestępstw popełnianych przez funkcjonariuszy SOP, funkcjonariuszy i pracowników Policji i Straży Granicznej lub strażaków i pracowników Państwowej Straży Pożarnej;
- prowadzenie rozpoznania pirotechniczno-radiologicznego obiektów Sejmu i Senatu.

## Korpusy i stopnie służbowe
1. korpus szeregowych:
  -  szeregowy SOP, 1 rok
  -  starszy szeregowy SOP; 1 rok
2. korpus podoficerów:
  -  kapral SOP, 2 lata
  -  plutonowy SOP, 3 lata
  -  sierżant SOP, 4 lata
  -  starszy sierżant SOP
3. korpus chorążych:
  -  młodszy chorąży SOP, 3 lata
  -  chorąży SOP, 4 lata
  -  starszy chorąży SOP
4. korpus oficerów:
  -  podporucznik SOP, 3 lata
  -  porucznik SOP, 3 lata
  -  kapitan SOP, 5 lat
  -  major SOP, 5 lat
  -  podpułkownik SOP, 4 lata
  -  pułkownik SOP,
  -  generał brygady SOP,
  -  generał dywizji SOP.

## Komendanci SOP
- gen. bryg. SOP dr Tomasz Miłkowski (1 lutego 2018 – 6 marca 2019[8])
- płk SOP Krzysztof Król (6 marca 2019[9] – 5 czerwca 2019, p.o.)
- ppłk SOP Paweł Olszewski (5 czerwca 2019[10] – 4 listopada 2022)
- gen. bryg. SOP Radosław Jaworski (od 4 listopada 2022[11])